# مارت اوپمان
مارت اوپمان (استونیایی: Mart Opmann؛ زادهٔ ۲۷ مارس ۱۹۵۶) سیاستمدار و نماینده سابق مجلس اهل استونی است. وی از سال ۱۹۹۵ تا ۱۹۹۹ وزیر دارایی استونی بوده‌است.